# Науково-Практичний Центр «ЮНІТ»
Науково-Практичний Центр «ЮНІТ» або НПЦ «ЮНІТ» — громадська організація команди інструкторів з тактичної медицини, що сформувалась первинно в лютому 2015 року та остаточно зареєстрована 11 березня 2016 року.

## Історія
Команда сформувалась після навчання групи інструкторів у лютому 2015 року. За 2015 рік було проведено ще два додаткових навчальних курси для інструкторів. У складі команди є лікарі різних спеціальностей, військові медики, ветерани АТО, спеціалісти з цивільної домедичної допомоги та тактичної підготовки, журналісти, промислові альпіністи, професійні спортсмени та тренери тощо. Серед учасників є представники різних регіонів України.
Напрямками діяльності НПЦ «ЮНІТ» є:
- Тренування з тактичної медицини для різноманітних підрозділів ЗСУ, НГУ та інших силових відомств з урахуванням специфіки їх діяльності[3][6][7][8].
- Курси для цивільних людей з груп ризику, які мають збільшену ймовірність потрапити у зону бойових дій чи обстрілу[5].
- Навчання цивільного населення принципам домедичної допомоги, особливо в зоні АТО.
- Тренування людей для допомоги на території, віддаленій від системи медичної допомоги[2].

## Діяльність
Команда інструкторів, а потім громадська організація провела тренування для цивільного населення та підрозділів різних силових відомств, основними з яких були:
- Тренінги військовослужбовців для 4 та 6 хвиль мобілізації у навчальному центрі «Десна», на Житомирському полігоні та на полігоні «Широкий лан»[2][3].
- Навчання особового складу 72 ОМБР та приданих підрозділів безпосередньо на бойових позиціях.
- Домедична допомога на полі бою для 8 полку спеціального призначення в зоні АТО[9].
- Тактична медицина для окремих підрозділів 26 артилерійської бригади.
- Тренування за розширеною програмою для санінструкторів у 169 Навчальному центрі.
- Домедична підготовка для добровольчих батальйонів та добровольчих формувань(Самооборона Чернігова, «Донбас», «Правий сектор»(Чернігів), «Січ», ЦК «Азов»).
- Навчання волонтерів, що відвідують зону АТО, військових капеланів[6][7][8].
- Домедична допомога у небезпечній зоні для цивільного населення території АТО.
- Тренінги з домедичної допомоги для спортсменів екстремальних видів спорту[2].

Члени ГО брали участь у створенні та випробовуваннях українського гемостатику «Кровоспас».

## Галерея

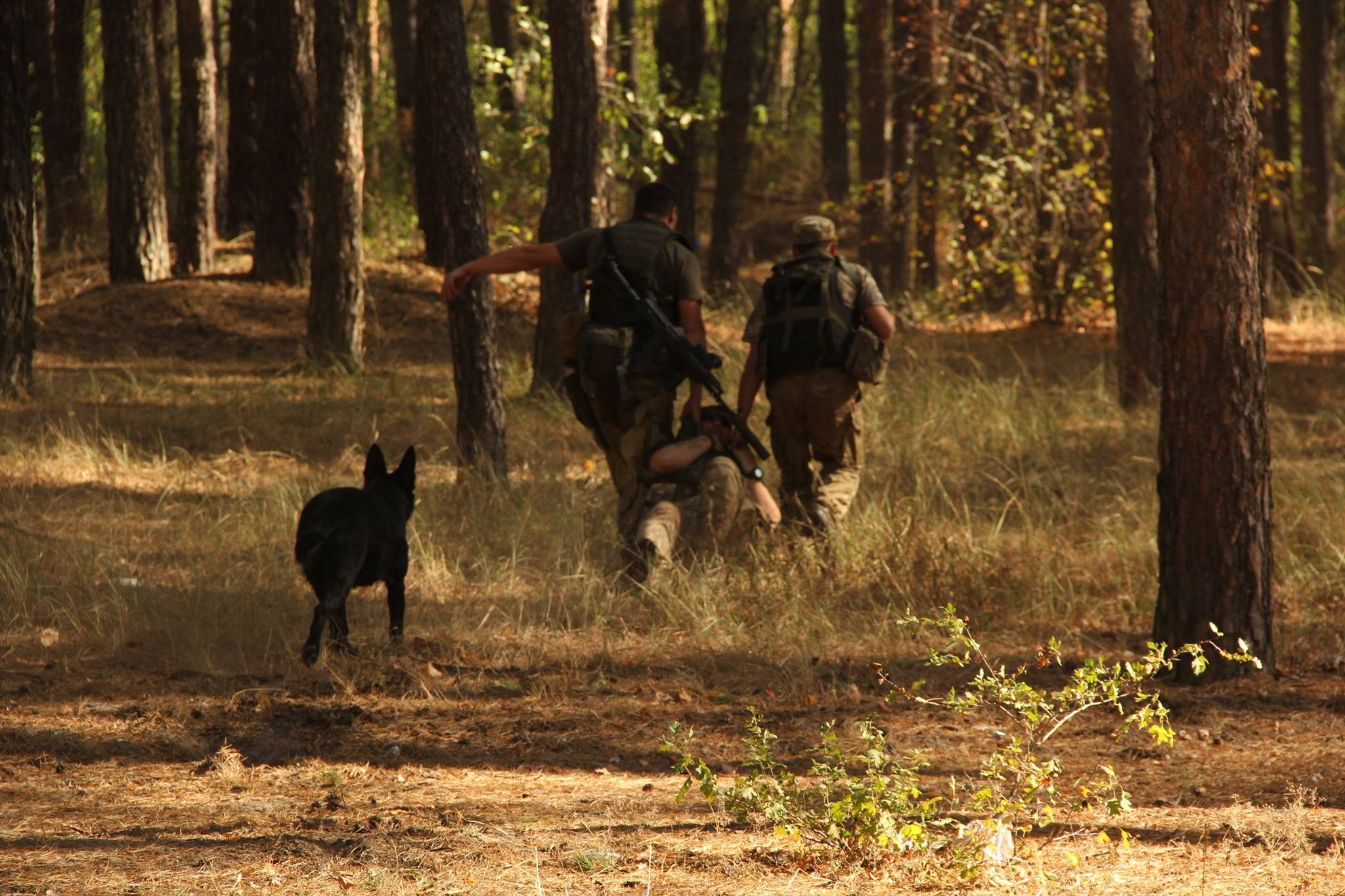
Тренування домедичній допомозі на полі бою у 8 полку спеціального призначення в зоні АТО. Евакуація умовного пораненого під час тактичного сценарію. Фото 2015 року. Ольга Худецька.
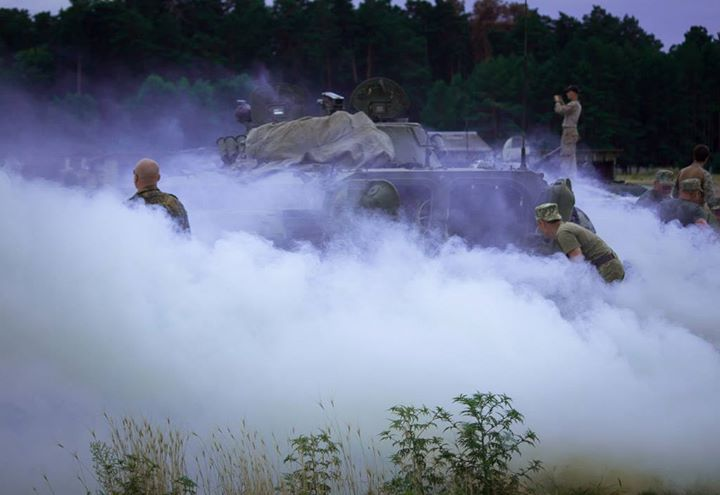
Навчання домедичній допомозі в умовах бойових у 169-му навчальному центрі (ЗСУ).
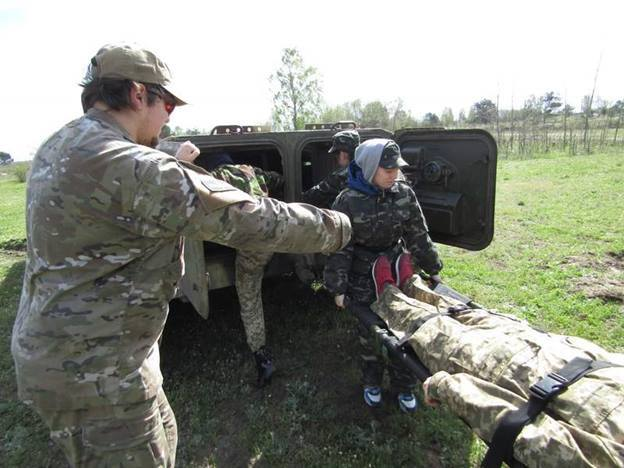
Навчання евакуації з використанням військової техніки студентів Рівненського медичного коледжу.
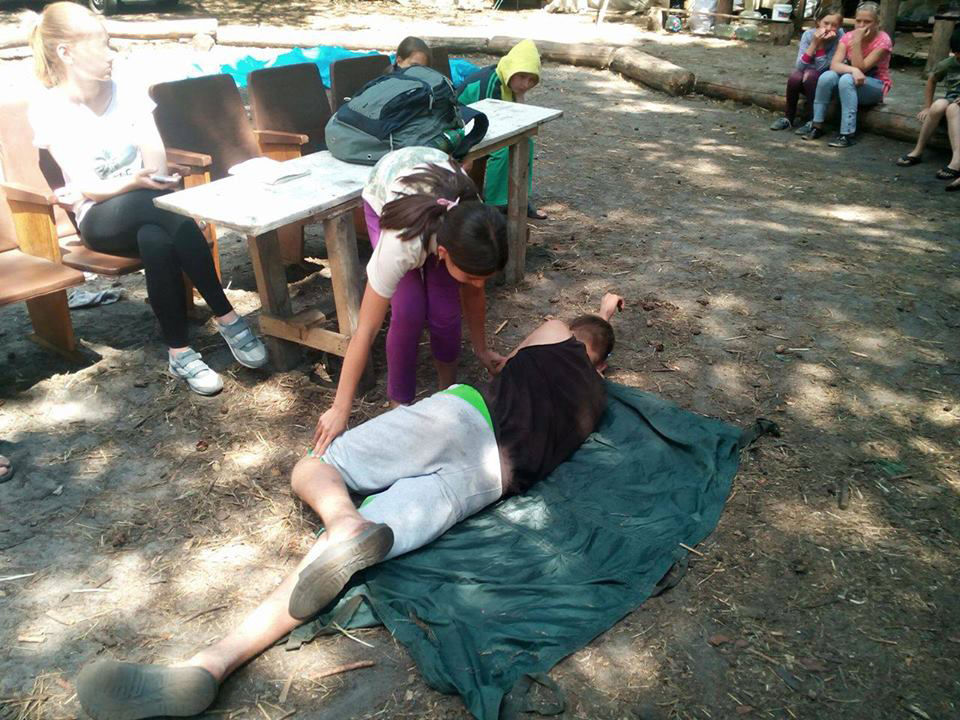
Навчання інструкторами НПЦ «ЮНІТ» принципів надання домедичної допомоги дітей табору «Труханівська Січ — УКВ — Коло.медіа». Надання безпечного положення.